# Pakicetidae
Famille
Les Pakicetidae (pakicetidés) sont une famille fossile de mammifères qui est à la base de la phylogénie des cétacés.
Ces fossiles datent de l'Éocène.

## Liste des genres
Selon Paleobiology Database (30 mai 2012) et BioLib (31 décembre 2016) :
- genre Ichthyolestes Dehm & Oettingen-Spielberg, 1958 † ;
- genre Nalacetus Thewissen & Hussain, 1998 † ;
- genre Pakicetus Gingerich & Russell, 1981 †.

En 2016, le genre Himalayacetus s'y ajoute. 

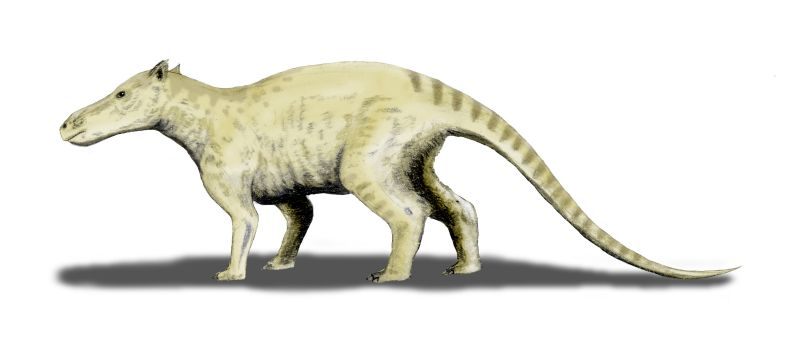
Ichthyolestes
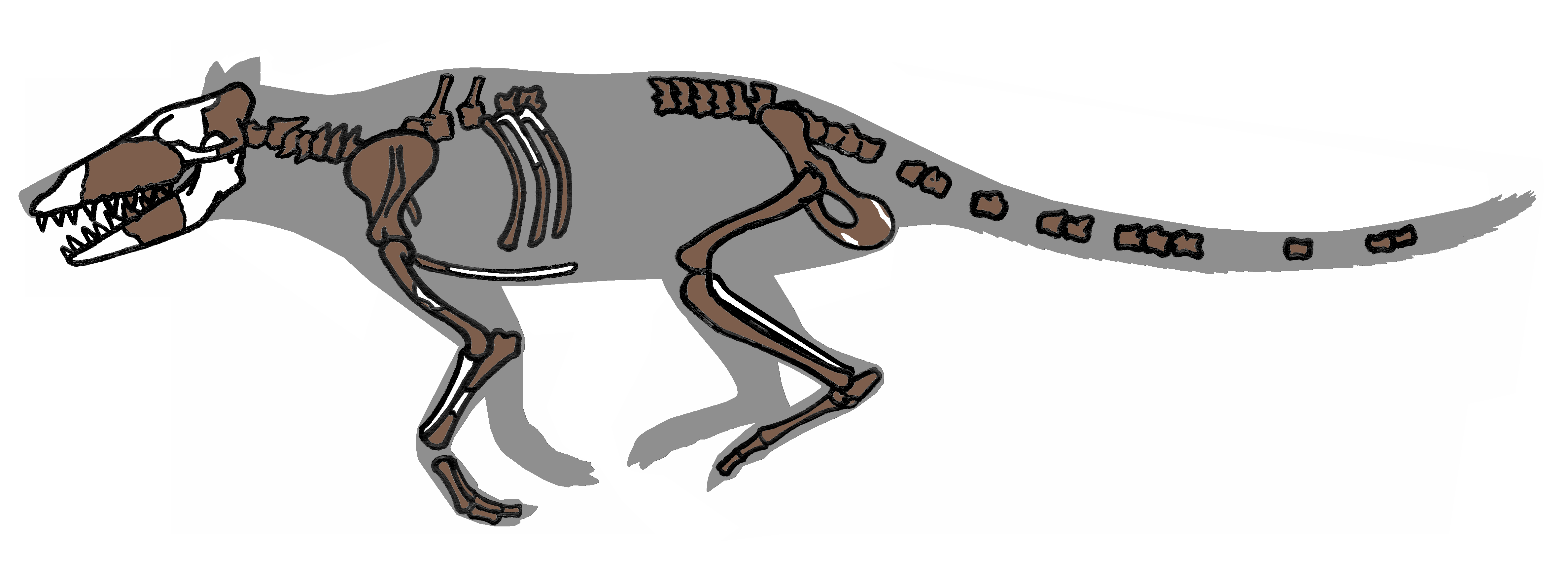
Pakicetus